# Arnaut Danjuma
Arnaut Danjuma Adam Groeneveld, noto semplicemente come Arnaut Danjuma (Lagos, 31 gennaio 1997), è un calciatore nigeriano naturalizzato olandese, attaccante del Valencia.

## Biografia
Nato a Lagos da padre olandese e madre nigeriana, a 4 anni si è trasferito nei Paesi Bassi. Tuttavia è cresciuto con la madre in quanto i suoi si sono separati poco dopo essersi trasferiti in terra olandese ed è noto difatti come Danjuma, il suo secondo nome.

## Caratteristiche tecniche
Di ruolo ala sinistra, è bravo sia nel fornire assist che in fase realizzativa. Agile e rapido, gioca spesso uno contro uno per via della sua abilità nel saltare l'uomo.

## Carriera

### Club

#### I primi anni
Cresciuto nel settore giovanile del PSV, nel 2016 passa al N.E.C.. Il 7 giugno 2018, dopo un'ottima stagione con la squadra olandese, conclusa con tredici reti segnate e 17 assist, viene acquistato dal Club Bruges, con cui firma un quadriennale. Con i belgi segna il suo primo goal in Champions League con un gran tiro da fuori area nella sconfitta per 3-1 contro l'Atlético Madrid.

#### Bournemouth
Il 1º agosto 2019 si trasferisce per circa 16 milioni di euro al Bournemouth, con cui si lega con un contratto a lungo termine. Dopo un avvio ottimo in Premier League nel mese di marzo concluderà anticipatamente la stagione a causa di un infortunio al tallone. Con la squadra retrocessa si metterà in mostra in Championship con 17 gol segnati nella stagione 2020/2021, pur non riuscendo ad ottenere la promozione nella prima serie.

#### Villarreal
Il 19 agosto 2021 viene ceduto al Villarreal per 23,5 milioni di euro, con cui firma un quinquennale.
Il 29 agosto seguente segna il suo primo gol nel pareggio per 1–1 contro i campioni in carica dell'Atlético Madrid e, il 14 settembre, il suo primo gol in UEFA Champions League nel pareggio per 2–2 contro l'Atalanta. Alla fine della stagione sono 6 le reti segnate in Champions League, tra cui la doppietta nella vittoria per 3-2 in casa dell'Atalanta il 9 dicembre che ha portato la squadra agli ottavi di finale come seconda del girone. Nella sua prima stagione in Spagna sono 16 i gol segnati in 34 partite disputate tra Liga e Champions, mentre nella prima parte della stagione seguente segna 6 reti in 17 gare tra Liga, Coppa del Re e Conference League, per un totale di 51 presenze e 22 gol messi insieme in un anno e mezzo.

#### Prestiti a Tottenham ed Everton
Il 25 gennaio 2023, dopo essere stato seguito da alcune squadre inglesi, tra cui l'Everton, passa in prestito al Tottenham fino al termine della stagione. Tre giorni dopo debutta con gli Spurs segnando il suo primo gol contro il Preston N.E. in FA Cup. Al termine della stagione, dopo aver collezionato 9 presenze e 1 gol in campionato con il Tottenham fa ritorno al club spagnolo di appartenenza.
Il 23 luglio 2023 viene ufficializzato il suo passaggio all’Everton tramite un prestito oneroso di un anno.

#### Breve ritorno al Villarreal e prestito al Girona
Terminato il prestito ai toffees fa ritorno al Villarreal, con cui disputa due partite per poi venire ceduto nuovamente in prestito, questa volta al Girona.

#### Valencia
Il 10 agosto 2025 viene acquistato a titolo definitivo dal Valencia.

### Nazionale
Ha esordito con la nazionale Under-21 olandese il 22 marzo 2018, nell'amichevole persa per 1-4 contro il Belgio, segnando l'unico gol degli Jong Oranje. Debutta in Nazionale maggiore il 13 ottobre dello stesso anno nella roboante vittoria per 3-0 contro la Germania. Tre giorni dopo segna il suo primo goal (alla seconda presenza complessiva) con la Nazionale A olandese, e anche in questo caso la vittima è il Belgio.
Nell'ottobre 2021 torna in nazionale dopo 3 anni di assenza per rimpiazzare l'infortunato Cody Gakpo. L'11 del mese stesso torna al gol nel corso della vittoria per 6-0 contro Gibilterra.

## Statistiche

### Presenze e reti nei club
Statistiche aggiornate al 10 agosto 2025.
| Stagione            | Squadra             | Campionato          | Campionato | Campionato | Coppe nazionali | Coppe nazionali | Coppe nazionali | Coppe continentali | Coppe continentali | Coppe continentali | Altre coppe | Altre coppe | Altre coppe | Totale | Totale | Totale |
| Stagione            | Squadra             | Comp                | Pres       | Reti       | Comp            | Pres            | Reti            | Comp               | Pres               | Reti               | Comp        | Pres        | Reti        | Pres   | Reti   |        |
| ------------------- | ------------------- | ------------------- | ---------- | ---------- | --------------- | --------------- | --------------- | ------------------ | ------------------ | ------------------ | ----------- | ----------- | ----------- | ------ | ------ | ------ |
| 2015-2016           | Jong PSV            | ED                  | 1          | 0          | -               | -               | -               | -                  | -                  | -                  | -           | -           | -           | 1      | 0      |        |
| 2016-2017           | NEC Nijmegen        | E                   | 16         | 1          | CO              | 0               | 0               | -                  | -                  | -                  | -           | -           | -           | 16     | 1      |        |
| 2017-2018           | NEC Nijmegen        | ED                  | 28         | 11         | CO              | 2               | 2               | -                  | -                  | -                  | -           | -           | -           | 30     | 13     |        |
| Totale NEC Nijmegen | Totale NEC Nijmegen | Totale NEC Nijmegen | 44         | 12         |                 | 2               | 2               |                    | -                  | -                  |             | -           | -           | 46     | 14     |        |
| 2018-2019           | Club Bruges         | D1                  | 33         | 15         | CB              | 1               | 0               | UCL                | 2                  | 0                  | SB          | 1           | 0           | 34     | 15     |        |
| 2019-2020           | Bournemouth         | PL                  | 24         | 10         | FACup+CdL       | 0+1             | 0               | -                  | -                  | -                  | -           | -           | -           | 25     | 10     |        |
| 2020-2021           | Bournemouth         | FLC                 | 35         | 17         | FACup+CdL       | 2+0             | 0               | -                  | -                  | -                  | -           | -           | -           | 37     | 17     |        |
| Totale Bournemouth  | Totale Bournemouth  | Totale Bournemouth  | 59         | 27         |                 | 3               | 0               |                    | -                  | -                  |             | -           | -           | 62     | 27     |        |
| 2021-2022           | Villarreal          | PD                  | 23         | 10         | CR              | 0               | 0               | UCL                | 11                 | 6                  | -           | -           | -           | 34     | 16     |        |
| 2022-gen.2023       | Villarreal          | PD                  | 10         | 2          | CR              | 2               | 2               | UECL               | 5                  | 2                  | -           | -           | -           | 17     | 6      |        |
| gen.-giu. 2023      | Tottenham           | PL                  | 9          | 1          | FACup+CdL       | 2+0             | 1+0             | UCL                | 1                  | 0                  | -           | -           | -           | 12     | 2      |        |
| 2023-2024           | Everton             | PL                  | 14         | 1          | FACup+CdL       | 2+4             | 0+1             |                    | -                  | -                  | -           | -           | -           | 20     | 2      |        |
| lug.-ago. 2024      | Villarreal          | PD                  | 3          | 2          | CR              | 0               | 0               | -                  | -                  | -                  | -           | -           | -           | 3      | 2      |        |
| Totale Villarreal   | Totale Villarreal   | Totale Villarreal   | 36         | 14         |                 | 2               | 2               |                    | 16                 | 8                  |             | -           | -           | 54     | 24     |        |
| 2024-2025           | Girona              | PD                  | 25         | 2          | CR              | 2               | 0               | UCL                | 7                  | 1                  | -           | -           | -           | 34     | 3      |        |
| 2025-2026           | Valencia            | PD                  | -          | -          | CR              | -               | -               |                    | -                  | -                  |             | -           | -           | -      | -      |        |
| Totale carriera     | Totale carriera     | Totale carriera     | 219        | 72         |                 | 18              | 6               |                    | 26                 | 9                  |             | 1           | 0           | 264    | 87     |        |

### Cronologia presenze e reti in nazionale
| Cronologia completa delle presenze e delle reti in nazionale ― Paesi Bassi | Cronologia completa delle presenze e delle reti in nazionale ― Paesi Bassi | Cronologia completa delle presenze e delle reti in nazionale ― Paesi Bassi | Cronologia completa delle presenze e delle reti in nazionale ― Paesi Bassi | Cronologia completa delle presenze e delle reti in nazionale ― Paesi Bassi | Cronologia completa delle presenze e delle reti in nazionale ― Paesi Bassi | Cronologia completa delle presenze e delle reti in nazionale ― Paesi Bassi | Cronologia completa delle presenze e delle reti in nazionale ― Paesi Bassi |
| Data                                                                       | Città                                                                      | In casa                                                                    | Risultato                                                                  | Ospiti                                                                     | Competizione                                                               | Reti                                                                       | Note                                                                       |
| -------------------------------------------------------------------------- | -------------------------------------------------------------------------- | -------------------------------------------------------------------------- | -------------------------------------------------------------------------- | -------------------------------------------------------------------------- | -------------------------------------------------------------------------- | -------------------------------------------------------------------------- | -------------------------------------------------------------------------- |
| 13-10-2018                                                                 | Amsterdam                                                                  | Paesi Bassi                                                                | 3 – 0                                                                      | Germania                                                                   | UEFA Nations League 2018-2019 - 1º turno                                   | -                                                                          | 68’                                                                        |
| 16-10-2018                                                                 | Bruxelles                                                                  | Belgio                                                                     | 1 – 1                                                                      | Paesi Bassi                                                                | Amichevole                                                                 | 1                                                                          | 61’                                                                        |
| 11-10-2021                                                                 | Rotterdam                                                                  | Paesi Bassi                                                                | 6 – 0                                                                      | Gibilterra                                                                 | Qual. Mondiali 2022                                                        | 1                                                                          | 60’                                                                        |
| 13-11-2021                                                                 | Podgorica                                                                  | Montenegro                                                                 | 2 – 2                                                                      | Paesi Bassi                                                                | Qual. Mondiali 2022                                                        | -                                                                          | 78’                                                                        |
| 16-11-2021                                                                 | Rotterdam                                                                  | Paesi Bassi                                                                | 2 – 0                                                                      | Norvegia                                                                   | Qual. Mondiali 2022                                                        | -                                                                          | 89’                                                                        |
| 26-3-2022                                                                  | Amsterdam                                                                  | Paesi Bassi                                                                | 4 – 2                                                                      | Danimarca                                                                  | Amichevole                                                                 | -                                                                          | 77’                                                                        |
| Totale                                                                     |                                                                            | Presenze                                                                   | 6                                                                          |                                                                            | Reti                                                                       | 2                                                                          |                                                                            |

| Cronologia completa delle presenze e delle reti in nazionale ― Paesi Bassi under 21 | Cronologia completa delle presenze e delle reti in nazionale ― Paesi Bassi under 21 | Cronologia completa delle presenze e delle reti in nazionale ― Paesi Bassi under 21 | Cronologia completa delle presenze e delle reti in nazionale ― Paesi Bassi under 21 | Cronologia completa delle presenze e delle reti in nazionale ― Paesi Bassi under 21 | Cronologia completa delle presenze e delle reti in nazionale ― Paesi Bassi under 21 | Cronologia completa delle presenze e delle reti in nazionale ― Paesi Bassi under 21 | Cronologia completa delle presenze e delle reti in nazionale ― Paesi Bassi under 21 |
| Data                                                                                | Città                                                                               | In casa                                                                             | Risultato                                                                           | Ospiti                                                                              | Competizione                                                                        | Reti                                                                                | Note                                                                                |
| ----------------------------------------------------------------------------------- | ----------------------------------------------------------------------------------- | ----------------------------------------------------------------------------------- | ----------------------------------------------------------------------------------- | ----------------------------------------------------------------------------------- | ----------------------------------------------------------------------------------- | ----------------------------------------------------------------------------------- | ----------------------------------------------------------------------------------- |
| 22-3-2018                                                                           | Doetinchem                                                                          | Paesi Bassi under 21                                                                | 1 – 4                                                                               | Belgio under 21                                                                     | Amichevole                                                                          | 1                                                                                   |                                                                                     |
| 27-3-2018                                                                           | Andorra la Vella                                                                    | Andorra under 21                                                                    | 0 – 1                                                                               | Paesi Bassi under 21                                                                | Qual. Europeo Under-21 2019                                                         | 1                                                                                   | 88’                                                                                 |
| 25-5-2018                                                                           | Santa Cruz de la Sierra                                                             | Bolivia under 21                                                                    | 1 – 4                                                                               | Paesi Bassi under 21                                                                | Amichevole                                                                          | -                                                                                   | 72’                                                                                 |
| 29-5-2018                                                                           | Asunción                                                                            | Paraguay under 21                                                                   | 1 – 1                                                                               | Paesi Bassi under 21                                                                | Amichevole                                                                          | -                                                                                   |                                                                                     |
| 6-9-2018                                                                            | Norwich                                                                             | Inghilterra under 21                                                                | 0 – 0                                                                               | Paesi Bassi under 21                                                                | Qual. Europeo Under-21 2019                                                         | -                                                                                   | 80’                                                                                 |
| 11-9-2018                                                                           | Doetinchem                                                                          | Paesi Bassi under 21                                                                | 1 – 2                                                                               | Scozia under 21                                                                     | Qual. Europeo Under-21 2019                                                         | -                                                                                   |                                                                                     |
| Totale                                                                              |                                                                                     | Presenze                                                                            | 6                                                                                   |                                                                                     | Reti                                                                                | 2                                                                                   |                                                                                     |

## Palmarès
- Supercoppa del Belgio: 1

Club Bruges: 2018
- Campionato belga: 1

Club Bruges: 2018-2019